# Carpolestes
Carpolestes é um gênero de mamíferos similares aos primatas do Paleoceno da América do Norte. As três espécies de Carpolestes parecem formar uma linhagem, com as mais recentes espécies ocorrentes, C. dubius, espécie ancestral do tipo, C. nigridens, o qual, por sua vez, foi ancestral da mais recentemente espécie ocorrente, C. simpsoni.

## Espécies
- Carpolestes dubius Jepsen, 1930
- Carpolestes nigridens Simpson, 1928
- Carpolestes simpsoni Bloch e Gingerich, 1998